# Kinnitty Castle

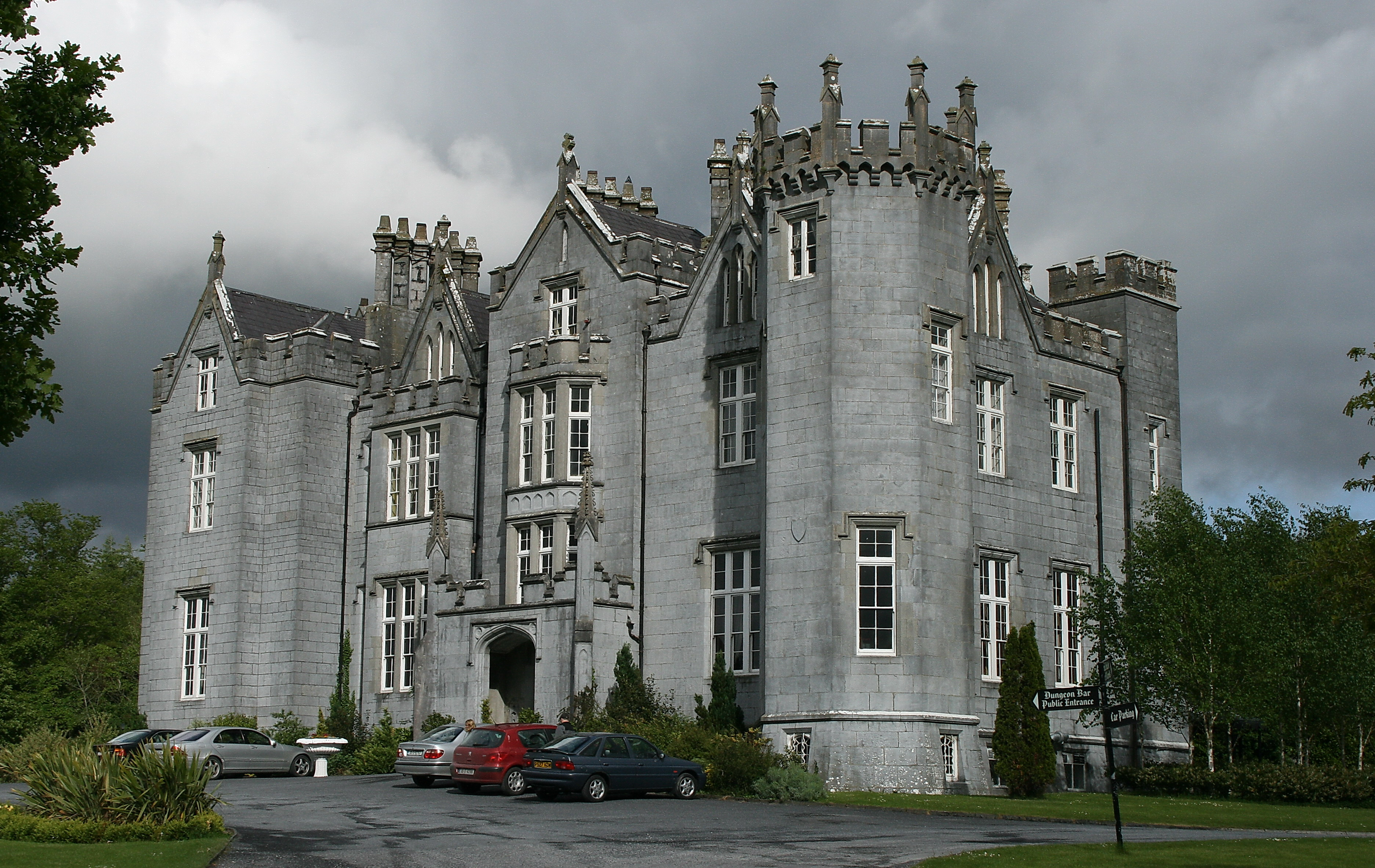
Kinnitty Castle (2007)

Kinnitty Castle (auch Castle Bernard; irisch Caisleán Chionn Eitigh) ist ein neugotisches Schloss aus dem 19. Jahrhundert nordöstlich des Dorfes Kinnitty im irischen County Offaly. Es liegt nordwestlich der Slieve Bloom Mountains in der Nähe der Regionalstraße R421, Richtung Cadamstown. Eine Pyramide in der Nähe ließen die Bernards, Bewohner des Schlosses, ebenfalls errichten.

## Geschichte
Die erste Burg in Kinnitty wurde 1209 zerstört und 1213 von den Normannen wieder errichtet. In dieser Zeit wurde in der Nähe eine Augustinerabtei namens St. Finnian gegründet, von der das berühmte High Cross und Abbey Wall bis heute erhalten sind. Später folgten die O’Carrolls von Ely auf die Normannen und William O’Carroll ließ 1630 eine neue Burg in der Nähe des Klosters bauen. Die Burg wurde 1641 im Zuge der Plantation von County Offaly (oder „King’s County“, wie es damals genannt wurde) konfisziert.  1664 verlehnte die Krone ein Anwesen einschließlich der Burg an Colonel Thomas Winter im Gegenzug für seinen Kriegsdienst. Seine Nachfahren verkauften das Anwesen an Thomas Bernard, der das Haus in „Castle Bernard“ umbenannte und es seinem Sohn, dem Parlamentsabgeordneten Thomas Bernard, hinterließ. Viele historische Installationen der ursprünglichen Burg können Besucher heute noch bewundern.
1811 beauftragte Lady Catherine Hutchinson, die Gattin von Thomas Bernard jun., den Architekten James Pain, die Burg zu einem Schloss im neugotischen Stil und zu seiner heutigen Größe zu erweitern. Thomas Bernard jun. folgte sein Sohn, ebenfalls Thomas Bernard, Colonel und 1837 Lord Lieutenant und High Sheriff von King’s County, nach. Dieser starb 1882 unverheiratet und ohne Nachkommen. Sein Erbe war der Gatte seiner Nichte, Captain Caulfield French, 1887 High Sheriff von King’s County.
1922 wurde das Schloss zwar von der IRA niedergebrannt, aber 1928 mit einem Staatszuschuss von £ 32.000 wieder restauriert. Die Familie Bernard lebte dort bis 1946, dann wurde das Anwesen an Baron Decies verkauft, der es 1951 an die Republik Irland weiterverkaufte. Von 1955 bis 1985 war das Forestry Training College (Forstschule) dort untergebracht. Im Jahre 1994 kaufte es die Familie Ryan aus Limerick und ließ es in ein Vier-Sterne-Hotel mit 37 Zimmern und einen Veranstaltungsort für Hochzeiten umbauen. Das Schloss wurde 2008 von der KBC-Bank übernommen und bis 2015 als Hotel weiterbetrieben. Dann kauften es die heutigen Besitzer, eine Gruppe von irischen und US-amerikanischen Investoren. Zu dieser Gruppe gehören u. a. Derek Warfield (Gründungsmitglied der Musikgruppe The Wolfe Tones) und Colin Breen (Eigentümer des Four Green Fields Pub in Tampa in Florida). Seit das Kinnitty Castle Hotel 2015 von der Investorengruppe gekauft wurde, wurde es grundlegend renoviert und dient weiterhin als Veranstaltungsort für Hochzeiten und Konferenzen von gehobener Qualität, sowie als Vier-Sterne-Hotel.

## Sehenswürdigkeit
Circa 50 m links vom Eingang des Hauptgebäudes befindet sich ein Hochkreuz, das vermutlich aus dem 10. Jahrhundert stammt. Es wurde im 19. Jahrhundert von seinem ursprünglichen Platz hierher gebracht. Es ist in einem nicht sehr guten Zustand.